# Подозёрское сельское поселение
Подозёрское сельское поселение — муниципальное образование в северо-западной части Комсомольского района Ивановской области с центром в селе Подозёрский.

## История
Подозёрское сельское поселение образовано 25 февраля 2005 года в соответствии с Законом Ивановской области № 43-ОЗ. В его состав вошли бывший рабочий посёлок Подозёрский и населённые пункты упразднённого Коромысловского сельсовета.

## Население
| 2002  | 2010  | 2011  | 2012  | 2013  | 2014  | 2015  |
| ----- | ----- | ----- | ----- | ----- | ----- | ----- |
| 1965  | ↘1767 | ↘1765 | ↘1742 | ↘1718 | ↘1701 | ↗1702 |
| 2016  | 2017  | 2018  | 2019  | 2020  | 2021  |       |
| ↗1715 | ↘1695 | ↘1675 | ↘1670 | ↘1646 | ↗1674 |       |

## Состав сельского поселения
| №  | Населённый пункт | Тип населённого пункта       | Население |
| -- | ---------------- | ---------------------------- | --------- |
| 1  | Березники        | село                         | ↘79       |
| 2  | Введенское       | деревня                      | 0         |
| 3  | Голохово         | деревня                      | ↘5        |
| 4  | Гробищево        | село                         | ↘0        |
| 5  | Клинцово         | деревня                      | 4         |
| 6  | Кондюково        | деревня                      | 9         |
| 7  | Коромыслово      | деревня                      | ↘488      |
| 8  | Красново         | деревня                      | 5         |
| 9  | Кузнецовка       | деревня                      | 4         |
| 10 | Лесниково        | деревня                      | 6         |
| 11 | Окулово          | деревня                      | 4         |
| 12 | Петровское       | деревня                      | ↘3        |
| 13 | Подозёрский      | село, административный центр | ↘1067     |
| 14 | Рылково          | деревня                      | ↘9        |
| 15 | Сватково         | деревня                      | 6         |
| 16 | Семено-Сарское   | село                         | ↘3        |
| 17 | Становое         | деревня                      | ↘8        |
| 18 | Таганово         | деревня                      | 1         |
| 19 | Толстиково       | деревня                      | ↘11       |
| 20 | Торкацево        | деревня                      | 0         |
| 21 | Тюгаево          | село                         | ↘36       |
| 22 | Чернятино        | деревня                      | 7         |
| 23 | Якшино           | деревня                      | 12        |

## Экономика
Градообразующим предприятием поселения является кооператив «Подозерский» занимающийся производством продукции животноводства: молока и мяса. Кроме того, на территории поселения функционируют несколько коммерческих предприятий: крестьянское хозяйство «Рассвет», ООО «Кедр», 10 индивидуальных предпринимателей.

## Инфраструктура
Действуют 2 школы (начальная и средняя), детский сад, офис врача общей практики, дом культуры, 2 библиотеки, отделение Сбербанка России, отделение связи, АТС, аптека, 5 магазинов индивидуальных предпринимателей. В отдалённых населённых пунктах, где отсутствуют магазины, осуществляется выездная торговля товарами первой необходимости.
Уличное освещение работает в сёлах: Подозерский, Березники, Тюгаево и деревнях Коромыслово, Рылково, Станово, Якшино. Готовится газификация села Подозерский и деревни Коромыслово.
Через поселение проходит автодорога Р79 связывающая областные центры Иваново и Ярославль. Расстояние от Подозёрского до районного центра (город Комсомольск) — 30 км, до Иванова — 50 км.